# Borkowo Wielkie (województwo zachodniopomorskie)
Borkowo Wielkie (niem. Groß Borkenhagen) – wieś sołecka w Polsce położona w województwie zachodniopomorskim, w powiecie łobeskim, w gminie Radowo Małe.
Według danych z 2011 roku Borkowo Wielkie liczyło 152 mieszkańców. 

## Zabytki
W Borkowie Wielkim znajduje się wpisany do rejestru zabytków (Kl.20/54/63) zabytkowy kościół od wezwaniem św. Jana Apostoła. Świątynia postawiona jest na planie prostokąta, bez wieży, całość z ok. 1500 roku. Szczyt wschodni w górnej części okaleczony przy zakładaniu niższego dachu. Część pozostała bogato ozdobiona blendami zgrupowanymi po obu stronach pilastra. Dolną granicę szczytu stanowi fryz. W stojącej obok kościoła drewnianej dzwonnicy dzwon z 1926 r.

## Kalendarium
- 1818-1945 Borkowo Wielkie w powiecie Regenwalde
- 1861 Powstała placówka pocztowa.
- 1933 Borkowo Wielkie liczy 382 mieszkańców.
- 1939 Borkowo Wielkie liczy 365 mieszkańców.
- 1941 W Borkowie Mały został publicznie powieszony polski robotnik przymusowy. Z okolicznych miejscowości zwieziono na egzekucję około 100 innych robotników przymusowych.
- 1945 Postawiono obelisk na mogile żołnierzy radzieckich.

## Osoby urodzone lub związane z Borkowem Wielkim
- Christoph Friedrich Berend von Borcke, także von Borck (ur. 11 stycznia 1689, zm. 22 lipca 1770 w Wangerin) — pruski starosta (Landrat), który od około 1722 aż do śmierci kierował powiatem Borcków na Pomorzu Zachodnim. Właściciel majątku ziemskiego w Borkowie Wielkim.

## Galeria

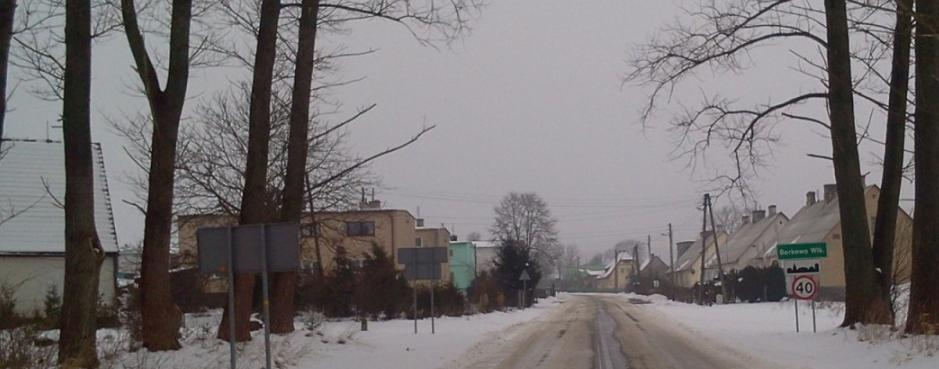
Borkowo Wielkie - panorama wsi
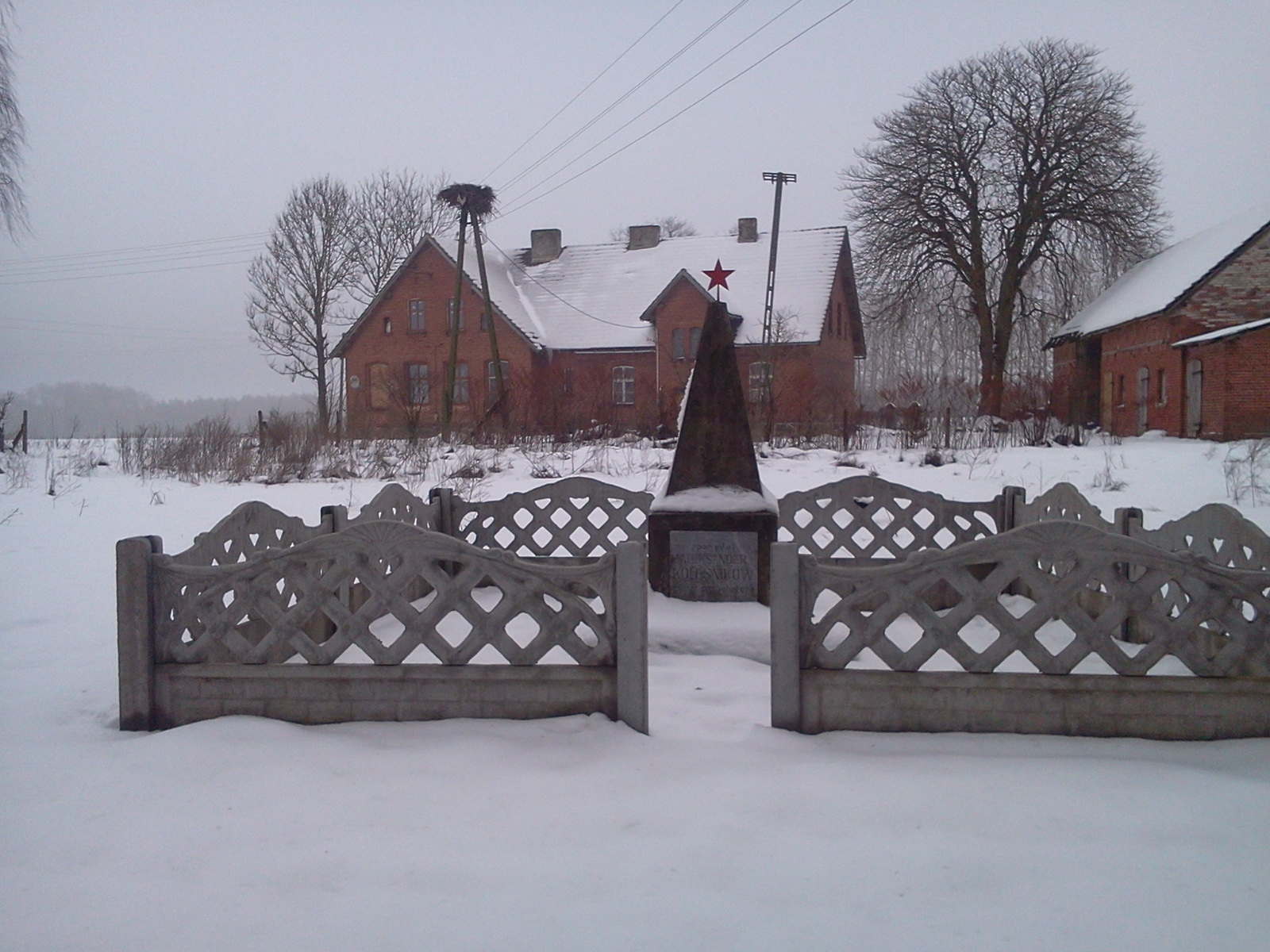
Pomnik żołnierza Armii Czerwonej pilota ppor. Aleksandra Kolesnikowa poległego w marcu 1945 roku[7]. W tle była szkoła w Borkowie Wielkim